# Charlie Daniels
Charlie Daniels (28. října 1936, Leland, Severní Karolína, USA – 6. července 2020) byl americký zpěvák, skladatel a multiinstrumentalista, se svojí kapelou The Charlie Daniels band významný představitel jižanského rocku a country rocku.
Daniels na sebe jako studiový hráč (houslista a kytarista) upozornil již na počátku 60. let. Nahrával např. s Johnnym Cashem či Bobem Dylanem. V roce 1964 nahrál Elvis Presley jeho píseň It hurts me. Nahrávka se dostala do TOP 40 americké hitparády.
Daniels se svou skupinou měl "první výpad" do hitparád v roce 1973 se skladbou Uneasy rider, jež se umístila na 9. místě americké hitparády. Od té doby vydával jedno album za druhým. Za zmínku určitě stojí singly In America, Still in Saigon, South's gonna do it či jakási kapelní hymna Long haired country boy, se kterými rovněž zabodovali v hitparádách.
Největší úspěch se ovšem dostavil v roce 1979 v podobě multiplatinového alba Million Mile Reflections, na kterém vyšel jejich největší hit The devil went down to Georgia, jež se stal no. 1 country hitem, dostal Grammy, na hitparádě americké se umístil na 3. a v kanadské na 5. místě, a stal se navíc singlem platinovým.
Z pozdější práci je nutno zmínit platinové album Simple man, obsahující stejnojmenný hit.
Charlie Daniels byl od roku 1963 ženatý, má syna a tři vnoučata.